# Filmografia de Bette Davis
Bette Davis (1908–1989) foi uma atriz estadunidense de cinema, televisão e teatro. Davis começou a atuar em filmes em 1931, inicialmente contratada pela Universal Studios, onde fez sua estreia no cinema em "Bad Sister". Foi inicialmente vista como pouco atraente pelos executivos do estúdio, e foi designada para uma série de filmes B no início de sua carreira. 

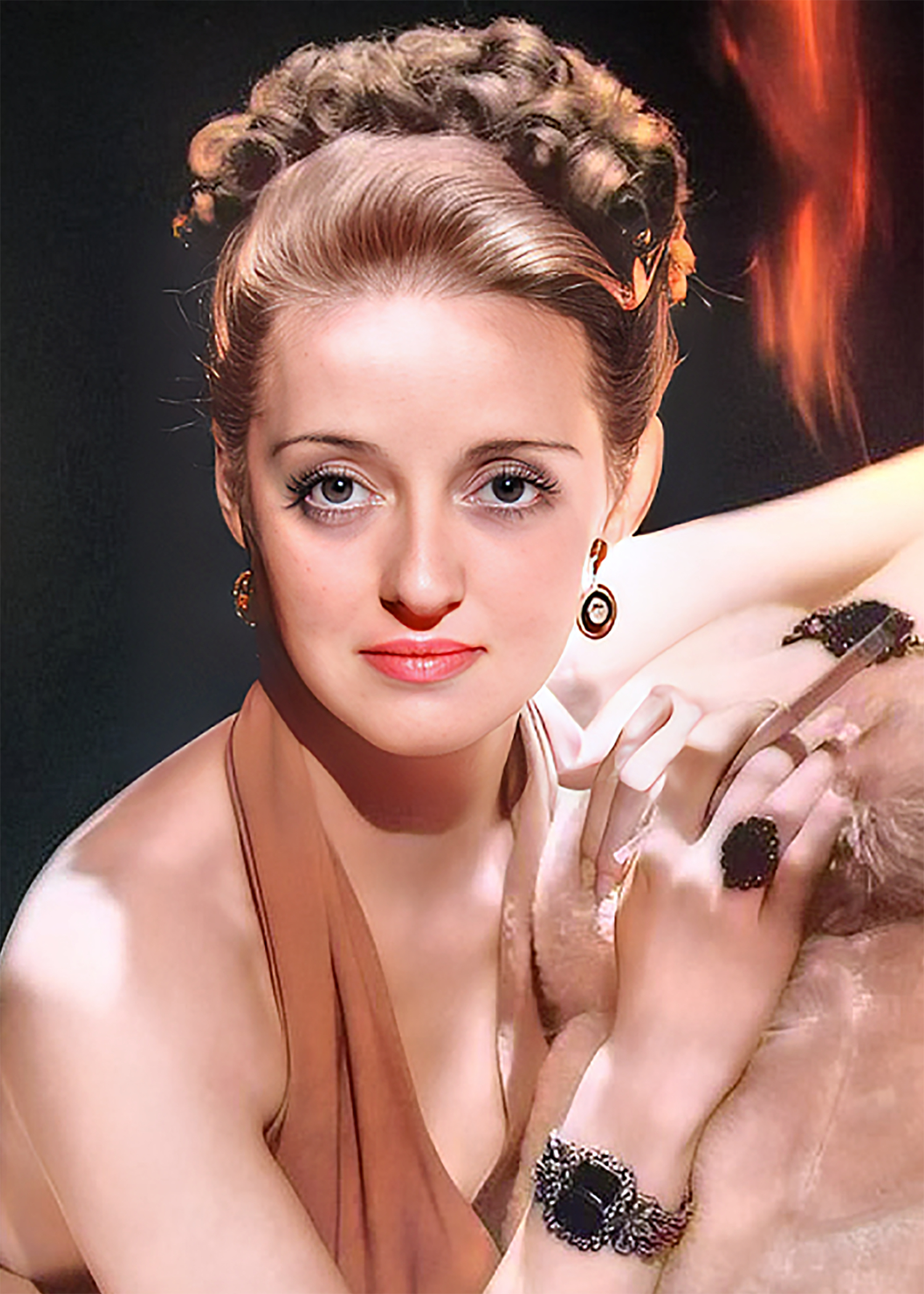
Davis em 1938.

Davis fez uma transição para Warner Bros. em 1932, e fez seu desempenho inovador em "The Man Who Played God", ao lado de George Arliss. Continuou em uma sucessão de filmes, mas não ganhou mais reconhecimento até que ela concordou em estrelar "Escravos do Desejo", uma adaptação cinematográfica da obra de W. Somerset Maugham que foi dirigida por John Cromwell, em um empréstimo para a RKO. O papel de Mildred Rogers foi rejeitado por várias atrizes, mas Davis foi aclamada pela crítica por sua atuação. "Dangerous" (1935) tornou-se a primeira vez que ela ganhou um Oscar de melhor atriz. 
Em 1936, convencida de que sua carreira seria arruinada por aparecer em filmes medíocres, Davis abandonou seu contrato com a Warner Bros. e decidiu fazer filmes na Inglaterra. Davis explicou seu ponto de vista a um jornalista, dizendo: "Eu sabia que, se continuasse a aparecer em filmes mais medíocres, não teria nenhuma carreira pela qual valesse a pena lutar". Ela acabou resolvendo seus desentendimentos com a Warner e voltou ao estúdio em 1937. Durante o tempo, ela foi uma das inúmeras atrizes consideradas para o papel de Scarlett O'Hara no filme "Gone with the Wind", de David O. Selznick, mas não chegou a ser testada. A Warner a escalou para "Jezebel" (1938) como recompensa por ter sido recusada por Selznick. Foi um sucesso de crítica e bilheteria, e lhe rendeu outro Oscar de melhor atriz. 

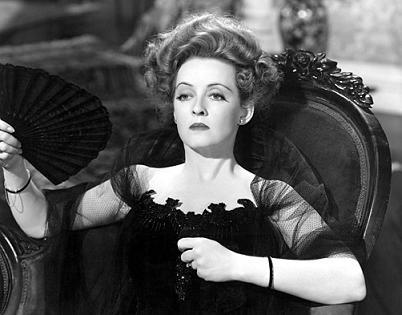
Davis em "The Little Foxes" (1941).

Davis estava no auge de sua carreira no final dos anos 1930, e no início e meados dos anos 1940, numa época em que ela era uma das atrizes mais bem pagas de Hollywood, chegando a recusar muitos papéis que considerava inferiores. Recebeu uma nova indicação ao Oscar por sua atuação em "Dark Victory" (1939), e ganhou aclamação por suas performances em "The Old Maid" (1939) e "A Carta" (1940). Davis ganhou elogios por sua interpretação de Elizabeth I em "The Private Lives of Elizabeth and Essex" (1939), com Errol Flynn e Olivia de Havilland. Davis depois apareceu no melodrama "The Little Foxes" (1941) e na comédia "The Man Who Came to Dinner" (1942). 
Um dos maiores sucessos de Davis na Warner Bros. foi "A Estranha Passageira", que lhe rendeu outra indicação ao Oscar. Seus filmes posteriores para o estúdio, incluindo "Deception" (1946), "Winter Meeting" (1948) e "A Filha de Satanás" (1949), falharam nas bilheterias. Ela recusou papéis principais em "Alma em Suplício" e "Possessed" – ambos os filmes acabaram indo para Joan Crawford. À medida que sua popularidade diminuiu, a Warner Bros. rescindiu seu contrato em 1949 e, a partir de então, ela ocupou uma carreira de freelancer. 
Davis recebeu um renascimento na carreira em "All About Eve", da 20th Century-Fox, ao interpretar a estrela da Broadway de meia-idade, Margo Channing, que é manipulada por uma fã obcecada. O filme foi um dos maiores sucessos de 1950, e ela foi novamente indicada ao Oscar, mas perdeu para Judy Holliday. Embora Davis tenha recebido fortes críticas por sua atuação em "The Star", sua carreira diminuiu ao longo do restante da década. 

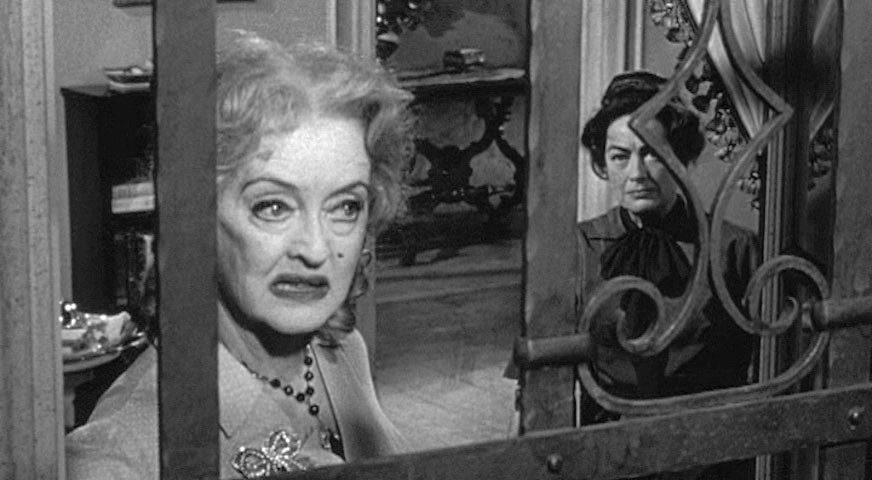
Davis e Joan Crawford em "What Ever Happened to Baby Jane?" (1962).

Na década de 1960, Davis recebeu mais um renascimento em popularidade. Mesmo que sua aparição em "Pocketful of Miracles" tenha sido recebida negativamente, ela ganhou elogios por sua interpretação da estrela sem sucesso e desequilibrada Jane Hudson, em "What Ever Happened to Baby Jane?", que lhe rendeu sua indicação final ao Oscar. Ela manteve o status de estrela ao longo do resto de sua carreira, e apareceu em vários outros filmes de suspense, como "Com a Maldade na Alma" e "The Nanny". 
Davis estrelou seu último filme "Wicked Stepmother", embora sentisse que o roteiro era pobre em conteúdo. O filme teve problemas de produção, e Davis muitas vezes discutia com Larry Cohen – o diretor – o que a fez se retirar do filme logo após o início de sua produção. Após cinquenta e oito anos de carreira, ela fez sua última aparição.
Os títulos em português referem-se a exibições no Brasil e Portugal.

## Palcos
| Título                                       | Data               | Papel                 | Performances    |
| -------------------------------------------- | ------------------ | --------------------- | --------------- |
| Two's Company                                | 15/12/1952         | Vários                | 90 performances |
| The World of Carl Sandburg                   | 14/09 – 08/10/1960 | Ela mesma             | 29 performances |
| The Night of the Iguana                      | 28/12/1961         | Maxine Faulk          |                 |
| Miss Moffat (baseado em "The Corn is Green") | 07/10 – 18/10/1974 | Lily Cristobel Moffat | 8 performances  |

## Cinema

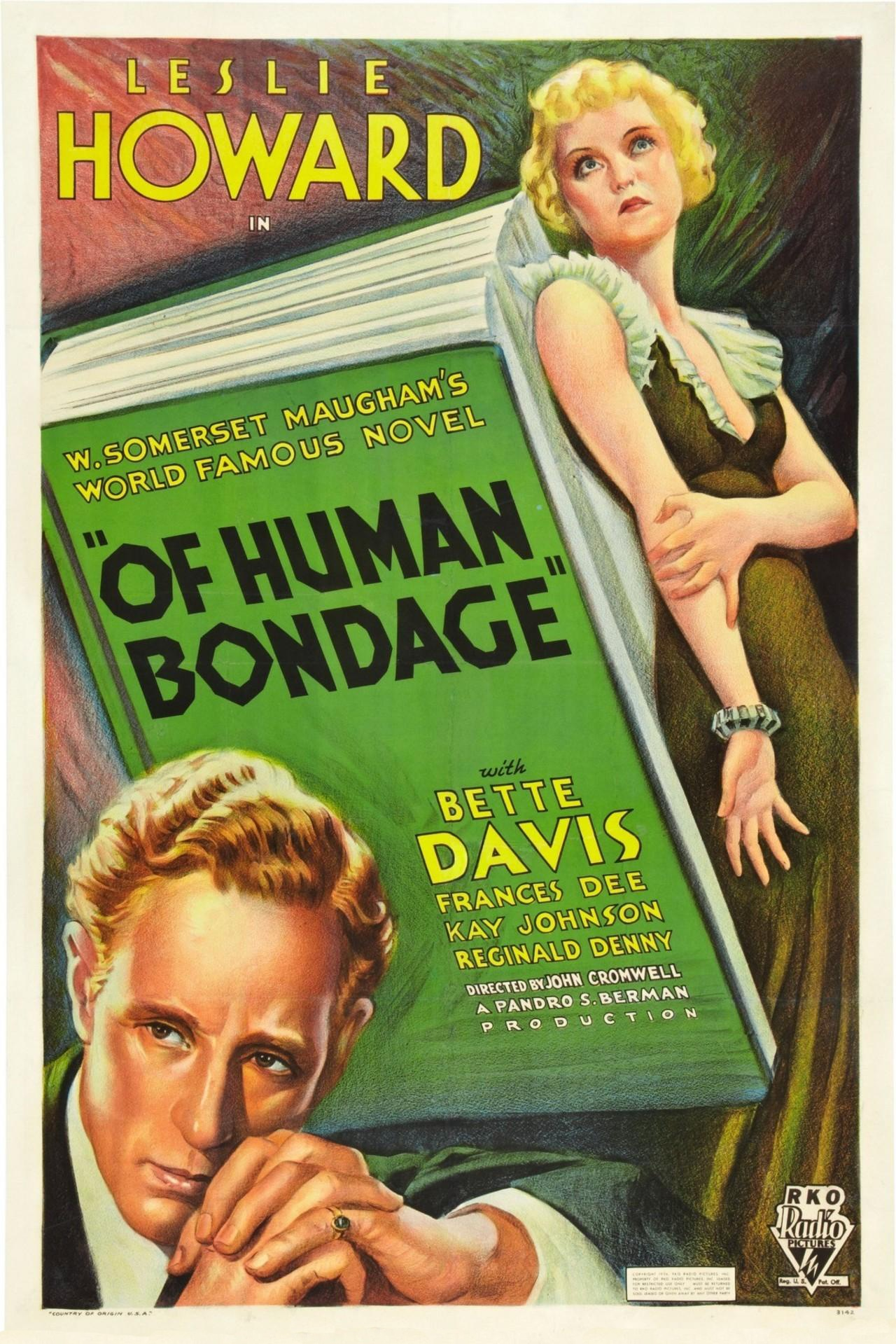
Cartaz promocional de "Escravos do Desejo" (1934).

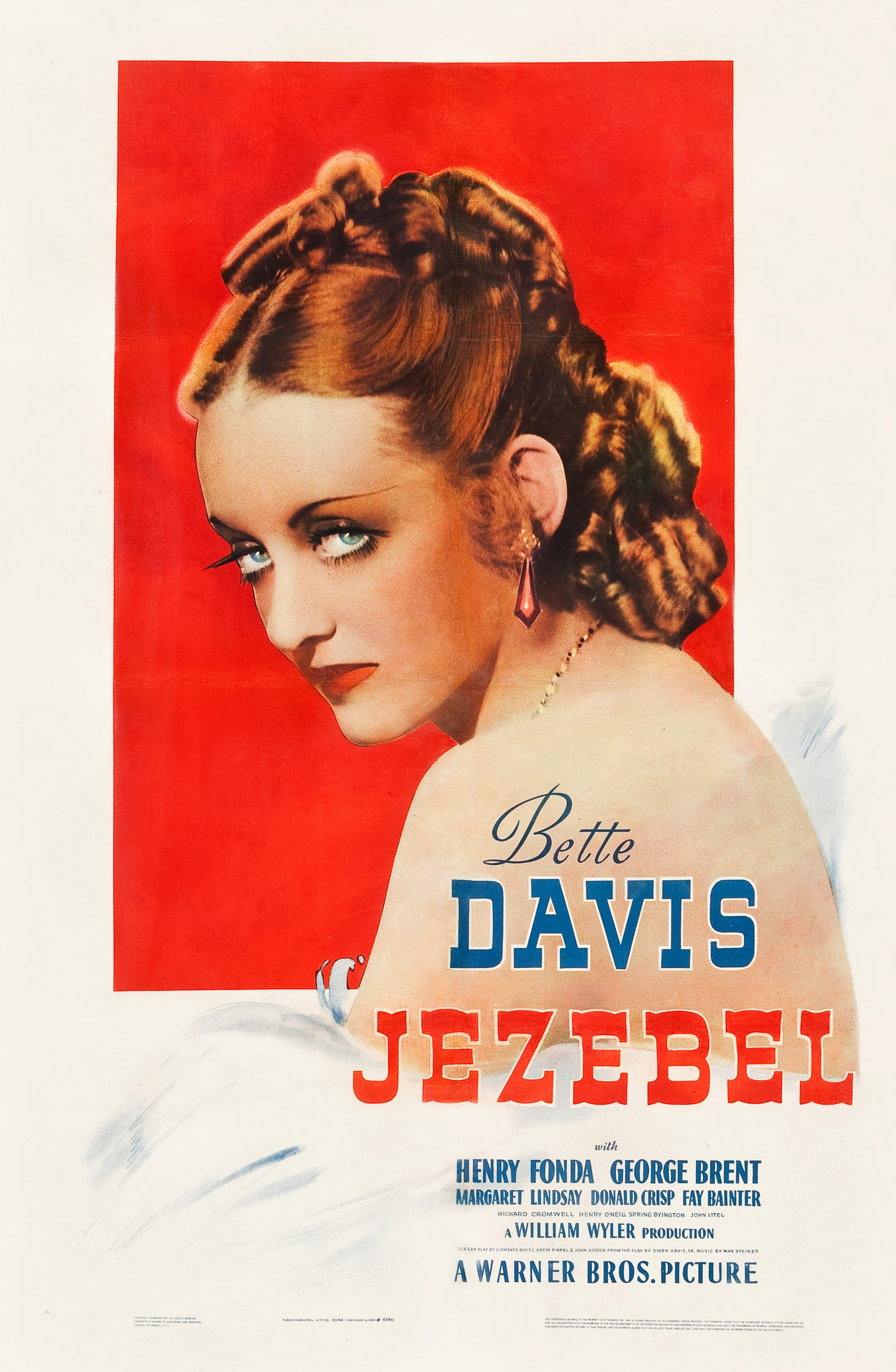
Cartaz de "Jezebel" (1938).

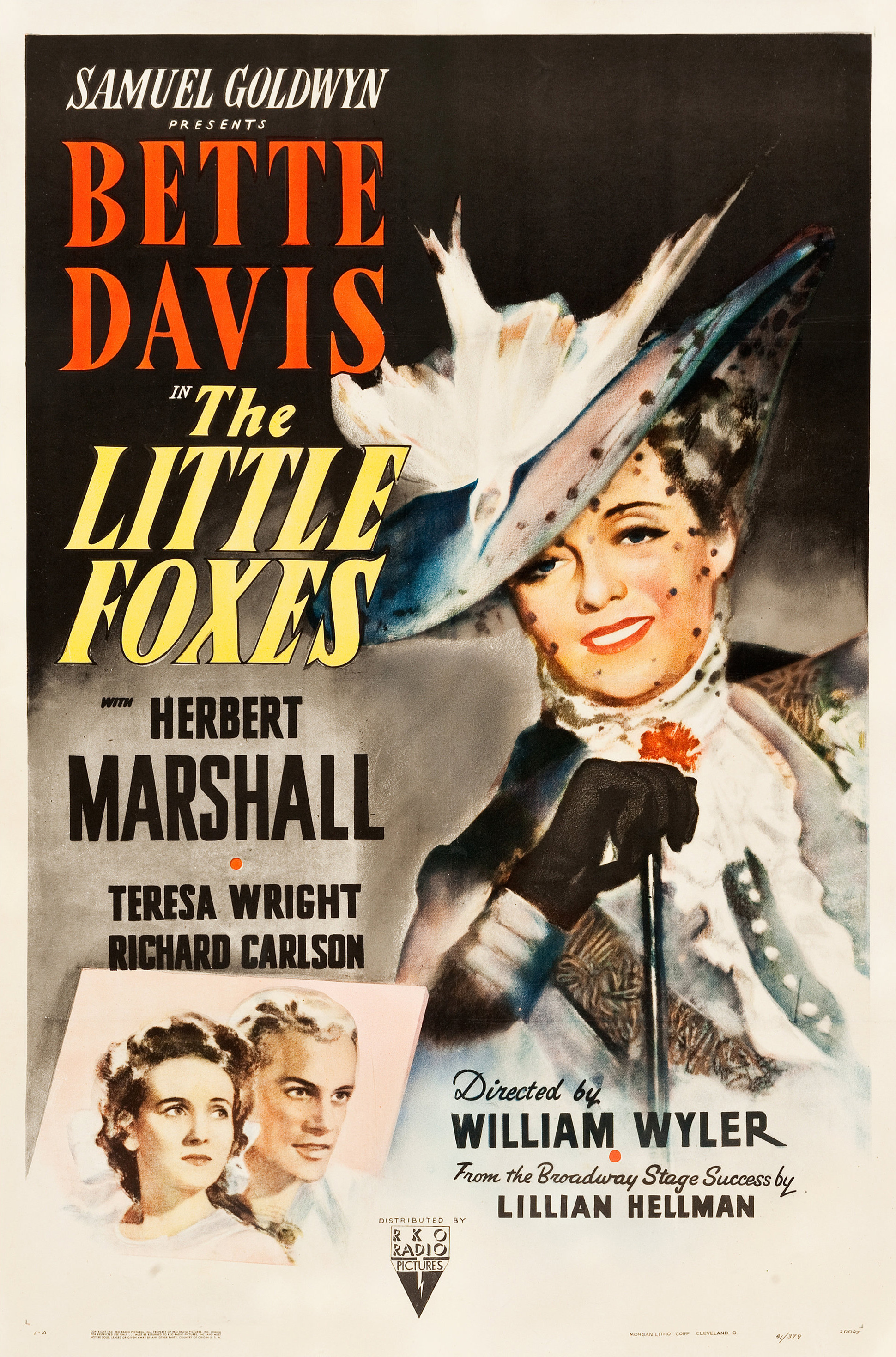
Cartaz de "The Little Foxes" (1941).

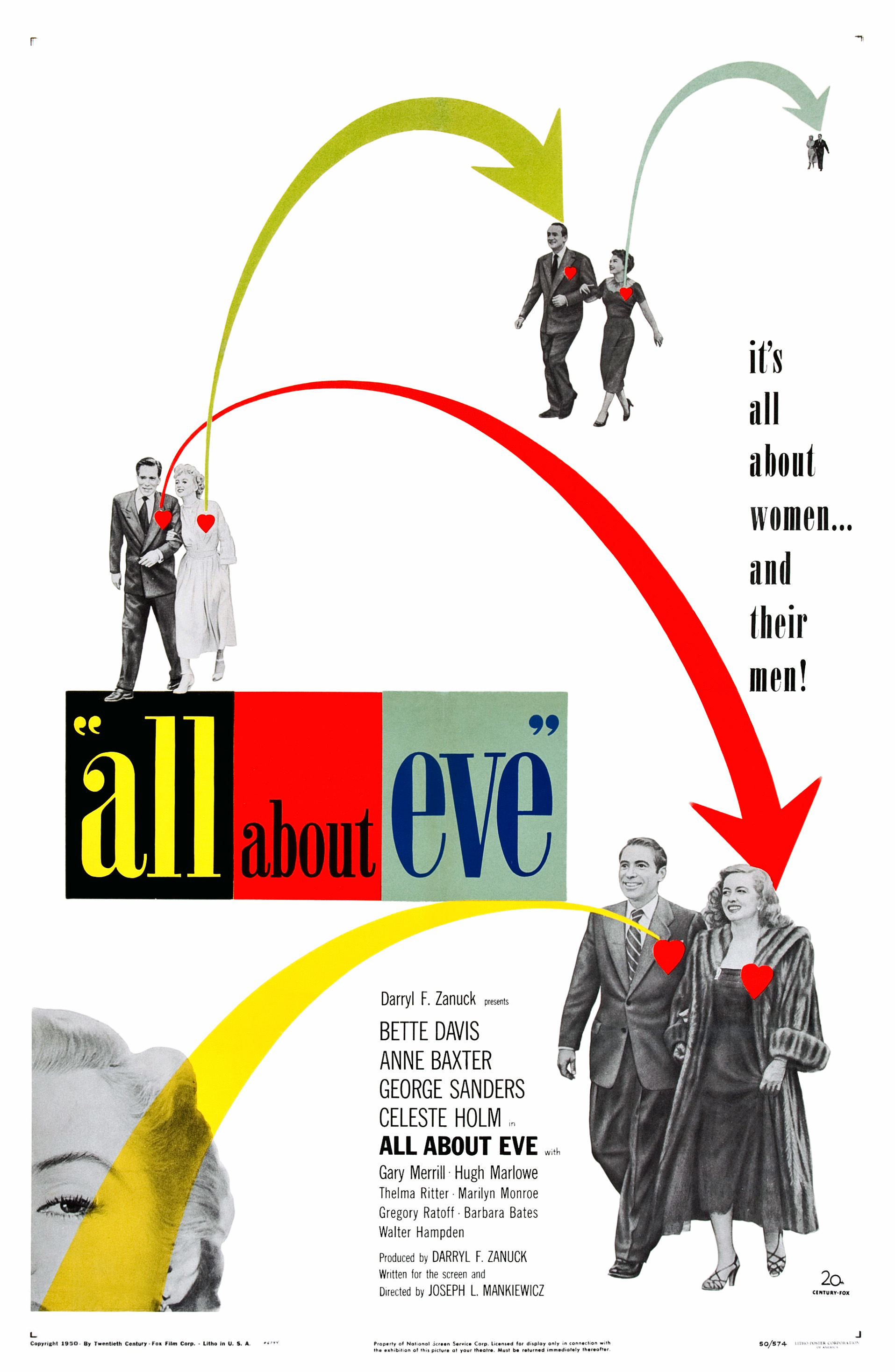
Cartaz de "All About Eve" (1950).

### Longas-metragens
| Ano  | Título                                   | Papel                                        | Companhias de produção             | Notas                                    |
| ---- | ---------------------------------------- | -------------------------------------------- | ---------------------------------- | ---------------------------------------- |
| 1931 | Bad Sister                               | Laura Madison                                | Universal Pictures                 | Estreia em filmes; elenco principal      |
| 1931 | Seed                                     | Margaret Carter                              | Universal Pictures                 | Elenco secundário                        |
| 1931 | Waterloo Bridge                          | Janet Cronin                                 | Universal Pictures                 | Elenco secundário                        |
| 1931 | Way Back Home                            | Mary Lucy                                    | RKO Pictures                       | Elenco principal                         |
| 1932 | The Menace                               | Peggy Lowell                                 | Columbia Pictures                  | Elenco principal                         |
| 1932 | Hell's House                             | Peggy Gardner                                | B.F. Zeidman Productions Ltd.      | Elenco principal                         |
| 1932 | The Man Who Played God                   | Grace Blair                                  | Warner Bros.                       | Elenco principal                         |
| 1932 | So Big                                   | Srta. Dallas O'Mara                          | Warner Bros.                       | Elenco principal                         |
| 1932 | The Rich Are Always with Us              | Malbro                                       | First National Pictures            | Elenco principal                         |
| 1932 | The Dark Horse                           | Kay Russell                                  | Warner Bros.                       | Elenco principal                         |
| 1932 | The Cabin in the Cotton                  | Madge Norwood                                | First National Pictures            | Elenco principal                         |
| 1932 | Three on a Match                         | Ruth Wescott                                 | Warner Bros.                       | Elenco principal                         |
| 1932 | 20.000 Years in Sing Sing                | Fay Wilson                                   | Warner Bros.                       | Elenco principal                         |
| 1933 | Parachute Jumper                         | Patricia "Alabama" Brent                     | Warner Bros.                       | Elenco principal                         |
| 1933 | The Working Man                          | Jenny Harland                                | Warner Bros.                       | Também Jane Grey; elenco principal       |
| 1933 | Ex-Lady                                  | Helen Bauer                                  | Warner Bros.                       | Elenco principal                         |
| 1933 | Bureau of Missing Persons                | Norma Roberts / Norma Phillips               | First National Pictures            | Elenco principal                         |
| 1934 | The Big Shakedown                        | Norma Nelson                                 | First National Pictures            | Elenco principal                         |
| 1934 | Fashions of 1934                         | Lynn Mason                                   | Warner Bros.                       | Elenco principal                         |
| 1934 | Jimmy the Gent                           | Joan Martin                                  | Warner Bros.                       | Elenco principal                         |
| 1934 | Fog Over Frisco                          | Arlene Bradford                              | Warner Bros.                       | Elenco principal                         |
| 1934 | Escravos do Desejo                       | Mildred Rogers                               | RKO Pictures                       | Elenco principal                         |
| 1934 | Housewife                                | Patricia "Pat" Berkeley                      | Warner Bros.                       | Elenco principal                         |
| 1935 | Bordertown                               | Marie Roark                                  | Warner Bros.                       | Elenco principal                         |
| 1935 | The Girl from 10th Avenue                | Miriam Brady                                 | Warner Bros.                       | Elenco principal                         |
| 1935 | Front Page Woman                         | Ellen Garfield                               | Warner Bros.                       | Elenco principal                         |
| 1935 | Special Agent                            | Julie Gardner                                | Warner Bros.                       | Elenco principal                         |
| 1935 | Dangerous                                | Joyce Heath                                  | Warner Bros.                       | Elenco principal                         |
| 1936 | A Floresta Petrificada                   | Gabrielle "Gaby" Maple                       | Warner Bros.                       | Elenco principal                         |
| 1936 | The Golden Arrow                         | Daisy Appleby                                | Warner Bros.                       | Elenco principal                         |
| 1936 | Satan Met a Lady                         | Valerie Purvis                               | Warner Bros.                       | Elenco principal                         |
| 1937 | A Mulher Marcada                         | Mary Dwight / Mary Strauber                  | Warner Bros.                       | Elenco principal                         |
| 1937 | Kid Galahad                              | Louise "Fluff" Phillips                      | Warner Bros.                       | Elenco principal                         |
| 1937 | That Certain Woman                       | Mary Donnell                                 | Warner Bros.                       | Também Sra. Al Haines; elenco principal  |
| 1937 | It's Love I'm After                      | Joyce Arden                                  | Warner Bros.                       | Elenco principal                         |
| 1938 | Jezebel                                  | Julie Marsden                                | Warner Bros.                       | Elenco principal                         |
| 1938 | The Sisters                              | Louise Elliott Medlin                        | Warner Bros.                       | Elenco principal                         |
| 1939 | Dark Victory                             | Judith Traherne                              | Warner Bros.                       | Elenco principal                         |
| 1939 | Juarez                                   | Imperatriz Carlota                           | Warner Bros.                       | Elenco principal                         |
| 1939 | The Old Maid                             | Charlotte Lovell                             | Warner Bros.                       | Elenco principal                         |
| 1939 | The Private Lives of Elizabeth and Essex | Rainha Elizabeth I                           | Warner Bros.                       | Elenco principal                         |
| 1940 | All This, and Heaven Too                 | Henriette Deluzy-Desportes                   | Warner Bros.                       | Elenco principal                         |
| 1940 | A Carta                                  | Leslie Crosbie                               | Warner Bros.                       | Elenco principal                         |
| 1941 | The Great Lie                            | Maggie Patterson                             | Warner Bros.                       | Elenco principal                         |
| 1941 | Shining Victory                          | Enfermeira                                   | Warner Bros.                       | Não-creditada                            |
| 1941 | The Bride Came C.O.D.                    | Joan Winfield                                | Warner Bros.                       | Elenco principal                         |
| 1941 | The Little Foxes                         | Regina Hubbard Giddens                       | RKO Pictures                       | Elenco principal                         |
| 1942 | The Man Who Came to Dinner               | Maggie Cutler                                | Warner Bros.                       | Elenco principal                         |
| 1942 | Nascida para o Mal                       | Stanley Timberlake Kingsmill                 | Warner Bros.                       | Elenco principal                         |
| 1942 | A Estranha Passageira                    | Charlotte Vale                               | Warner Bros.                       | Elenco principal                         |
| 1943 | Watch on the Rhine                       | Sara Muller                                  | Warner Bros.                       | Elenco principal                         |
| 1943 | Thank Your Lucky Stars                   | Ela mesma                                    | Warner Bros.                       | Participação                             |
| 1943 | Old Acquaintance                         | Kit Marlowe                                  | Warner Bros.                       | Elenco principal                         |
| 1944 | Mr. Skeffington                          | Frances Beatrice "Fanny" Trellis Skeffington | Warner Bros.                       | Elenco principal                         |
| 1944 | Hollywood Canteen                        | Ela mesma                                    | Warner Bros.                       | Participação                             |
| 1945 | The Corn Is Green                        | Lilly Cristobel Moffat                       | Warner Bros.                       | Elenco principal                         |
| 1946 | Uma Vida Roubada                         | Kate Bosworth / Patricia Bosworth            | Warner Bros.                       | Papel duplo; elenco principal            |
| 1946 | Deception                                | Christine Radcliffe                          | Warner Bros.                       | Elenco principal                         |
| 1948 | Winter Meeting                           | Susan Grieve                                 | Warner Bros.                       | Elenco principal                         |
| 1948 | June Bride                               | Linda Gilman                                 | Warner Bros.                       | Elenco principal                         |
| 1949 | A Filha de Satanás                       | Rosa Moline                                  | Warner Bros.                       | Elenco principal                         |
| 1950 | All About Eve                            | Margo Channing                               | 20th Century Fox                   | Elenco principal                         |
| 1951 | Payment on Demand                        | Joyce Ramsey                                 | RKO Pictures                       | Filmado em 1949, exceto pela cena final. |
| 1951 | Another Man's Poison                     | Janet Frobisher                              | Angel Productions                  | Elenco principal                         |
| 1952 | Phone Call from a Stranger               | Marie Hoke                                   | 20th Century Fox                   | Elenco principal                         |
| 1952 | The Star                                 | Margaret Elliot                              | 20th Century Fox                   | Elenco principal                         |
| 1955 | The Virgin Queen                         | Rainha Elizabeth I de Inglaterra             | 20th Century Fox                   | Elenco principal                         |
| 1956 | The Catered Affair                       | Agnes Hurley                                 | Metro-Goldwyn-Mayer (MGM)          | Elenco principal                         |
| 1956 | Storm Center                             | Alicia Hull                                  | Columbia Pictures                  | Elenco principal                         |
| 1959 | John Paul Jones                          | Imperatriz Catarina, a Grande                | Warner Bros.                       | Elenco principal                         |
| 1959 | The Scapegoat                            | Condessa De Gué                              | Metro-Goldwyn-Mayer (MGM)          | Elenco principal                         |
| 1961 | Pocketful of Miracles                    | Apple Annie                                  | United Artists                     | Elenco principal                         |
| 1962 | What Ever Happened to Baby Jane?         | Baby Jane Hudson                             | Seven Arts Productions             | Elenco principal                         |
| 1963 | La noia                                  | Mãe de Dino                                  | Compagnia Cinematografica Champion | Elenco principal                         |
| 1964 | Dead Ringer                              | Margaret De Lorca / Edith Phillips           | Warner Bros.                       | Papel duplo; elenco principal            |
| 1964 | Where Love Has Gone                      | Sra. Gerald Hayden                           | Paramount Pictures                 | Elenco principal                         |
| 1964 | Com a Maldade na Alma                    | Charlotte Hollis                             | 20th Century Fox                   | Elenco principal                         |
| 1965 | The Nanny                                | A Babá                                       | Seven Arts Productions             | Elenco principal                         |
| 1968 | The Anniversary                          | Sra. Taggart                                 | Seven Arts Productions             | Elenco principal                         |
| 1970 | Connecting Rooms                         | Wanda Fleming                                | Hemdale Communications             | Elenco principal                         |
| 1971 | Bunny O'Hare                             | Bunny O'Hare                                 | American International Pictures    | Elenco principal                         |
| 1972 | Lo Scopone scientifico                   | A Milionária                                 | Dino de Laurentiis Cinematografica | Elenco secundário                        |
| 1976 | Burnt Offerings                          | Elizabeth Rolf                               | United Artists                     | Elenco principal                         |
| 1978 | Return from Witch Mountain               | Letha Wedge                                  | Walt Disney Pictures               | Elenco principal                         |
| 1978 | Death on the Nile                        | Marie Van Schuyler                           | Paramount                          | Elenco principal                         |
| 1980 | The Watcher in the Woods                 | Sra. Aylwood                                 | Walt Disney Productions            | Elenco principal                         |
| 1987 | As Baleias de Agosto                     | Elizabeth Mae "Libby" Logan-Strong           | Alive Films                        | Elenco principal                         |
| 1989 | Wicked Stepmother                        | Miranda Pierpoint                            | Metro-Goldwyn-Mayer (MGM)          | Último papel; elenco principal           |

### Participações menores
| Ano  | Título                              | Papel                         | Notas                                                                                                 |
| ---- | ----------------------------------- | ----------------------------- | --- |
| 1932 | The 42nd Street Special             | Ela mesma                     | |
| 1935 | A Dream Comes True                  | Ela mesma (não-creditada)     | Sobre a produção de "A Midsummer Night's Dream".                                                      |
| 1936 | Screen Snapshots: Series 15, No. 10 | Ela mesma                     | |
| 1936 | Screen Snapshots: Series 16, No. 1  | Ela mesma                     | |
| 1937 | A Day at Santa Anita                | Ela mesma (não-creditada)     | Artistas participaram de uma corrida de cavalos em um famoso hipódromo.                               |
| 1937 | Screen Snapshots Series 16, No. 8   | Ela mesma                     | |
| 1938 | For Auld Lang Syne                  | Ela mesma                     | |
| 1938 | Screen Snapshots Series 17, No. 9   | Ela mesma                     | |
| 1938 | Breakdowns of 1938                  | Ela mesma                     | |
| 1941 | Breakdowns of 1941                  | Ela mesma                     | |
| 1943 | The Present with a Future           | Ela mesma / Mãe               | |
| 1943 | Show Business at War                | Ela mesma                     | Noticiário sobre a contribuição de Hollywood para a guerra.                                           |
| 1984 | Terror in the Aisles                | Ela mesma (mídias arquivadas) | Documentário com o tema baseado nas produções americanas que exploram o suspense, o drama e o terror. |

## Televisão
| Ano  | Título                                                                            | Papel                                | Notas                                                                              |
| ---- | --------------------------------------------------------------------------------- | ------------------------------------ | ---------------------------------------------------------------------------------- |
| 1952 | What's My Line?                                                                   | Ela mesma                            | Convidada misteriosa; episódio: "October 5"                                        |
| 1955 | 27ª Edição do Oscar                                                               | Ela mesma                            | Apresentadora: "Melhor Ator"                                                       |
| 1956 | The 20th Century Fox Hour                                                         | Marie Hoke                           | Episódio: "Crack Up"                                                               |
| 1956 | Person to Person                                                                  | Ela mesma                            |                                                                                    |
| 1957 | Schlitz Playhouse of Stars                                                        | Irene Van Buren                      | Episódio: "For Better, For Worse"                                                  |
| 1957 | The Ford Television Theatre                                                       | Dolley Madison                       | Episódio: "Footnote on a Doll"                                                     |
| 1957 | General Electric Theater                                                          | Srta. Burrows                        | Episódio: "With Malice Toward One"                                                 |
| 1958 | Telephone Time                                                                    | Beatrice Enter                       | Episódio: "Stranded"                                                               |
| 1958 | Studio 57                                                                         | Paula                                | Episódio: "The Starmaker"                                                          |
| 1958 | General Electric Theater                                                          | Christine Marlowe                    | Episódio: "The Cold Touch"                                                         |
| 1958 | Suspicion                                                                         | Sra. Ellis                           | Episódio: "Fraction of a Second"                                                   |
| 1958 | 30ª Edição do Oscar                                                               | Ela mesma                            | Apresentadora: "Prêmios Honorários"                                                |
| 1958 | The Dinah Shore Chevy Show                                                        | Ela mesma                            |                                                                                    |
| 1959 | Alfred Hitchcock Presents                                                         | Srta. Fox                            | Episódio: "Out There – Darkness"                                                   |
| 1959 | The DuPont Show with June Allyson                                                 | Sarah Whitney                        | Episódio: "Dark Morning"                                                           |
| 1959 | Wagon Train                                                                       | Elizabeth McQueeney / Ella Lindstrom | - Episódio: "The Elizabeth McQueeney Story" - Episódio: "The Ella Lindstrom Story" |
| 1959 | 31ª Edição do Oscar                                                               | Ela mesma                            | Apresentadora: "Melhor Ator Coadjuvante"                                           |
| 1960 | What's My Line                                                                    | Ela mesma                            | Convidada misteriosa; episódio de 28/08                                            |
| 1961 | Wagon Train                                                                       | Bettina May                          | Episódio: "The Bettina May Story"                                                  |
| 1962 | The Virginian                                                                     | Celia Miller                         | Episódio: "The Accomplice"                                                         |
| 1962 | Here's Hollywood                                                                  | Ela mesma                            | Episódio de 09/10                                                                  |
| 1962 | What's My Line?                                                                   | Ela mesma                            | Convidada misteriosa; episódio de 11/11                                            |
| 1962 | Here's Hollywood                                                                  | Ela mesma                            | Episódio de 01/12                                                                  |
| 1962 | Tonight Starring Jack Paar                                                        | Ela mesma                            | Episódio de 16/11                                                                  |
| 1962 | The Andy Williams Show                                                            | Ela mesma                            | Episódio de 20/12                                                                  |
| 1963 | Perry Mason                                                                       | Constant Doyle                       | Episódio: "The Case of Constant Doyle"                                             |
| 1963 | 35ª Edição do Oscar                                                               | Ela mesma                            | - Indicada: "Melhor Atriz" - Apresentadora: "Melhor Roteiro"                       |
| 1963 | Reflets de Cannes                                                                 | Ela mesma                            | Episódio de 16/05                                                                  |
| 1964 | The Hollywood Palace                                                              | Ela mesma                            | Episódio: "2.7"                                                                    |
| 1964 | What's My Line?                                                                   | Ela mesma                            | Convidada misteriosa; episódio de 29/03                                            |
| 1965 | The Hollywood Palace                                                              | Ela mesma                            | Episódio: "2.21"                                                                   |
| 1965 | What's My Line?                                                                   | Ela mesma                            | Convidada misteriosa; episódio de 24/10                                            |
| 1965 | Bette Davis - Star und Rebellin                                                   | Ela mesma                            |                                                                                    |
| 1965 | I've Got a Secret                                                                 | Ela mesma                            | Episódio de 01/03                                                                  |
| 1965 | The Decorator                                                                     | Liz                                  | Piloto não-televisionado                                                           |
| 1966 | Gunsmoke                                                                          | Etta Stone                           | Episódio: "The Jailer"                                                             |
| 1966 | The Hollywood Palace                                                              | Ela mesma                            | Episódio: "3.19"                                                                   |
| 1967 | The Smothers Brothers Comedy Hour                                                 | Ela mesma                            | - Episódio: "1.4" - Episódio: "1.20" - Episódio: "2.2"                             |
| 1967 | Think Twentieth                                                                   | Ela mesma                            |                                                                                    |
| 1970 | The Dick Cavett Show                                                              | Ela mesma                            | Episódio de 26/11                                                                  |
| 1970 | It Takes a Thief                                                                  | Bessie Grindel                       | Episódio: "Touch of Magic"                                                         |
| 1971 | The Dick Cavett Show                                                              | Ela mesma                            | Episódio de 17/11                                                                  |
| 1971 | This is Your Life                                                                 | Ela mesma                            | Homenageada                                                                        |
| 1972 | The Judge and Jake Wyler                                                          | Juíza Meredith                       | Telefilme                                                                          |
| 1972 | Madame Sin                                                                        | Madame Sin                           | Telefilme                                                                          |
| 1972 | The Tonight Show Starring Johnny Carson                                           | Ela mesma                            | Episódio de 14/02                                                                  |
| 1972 | Johnny Carson Presents the Sun City Scandals '72                                  | Ela mesma                            |                                                                                    |
| 1973 | Scream, Pretty Peggy                                                              | Sra. Elliott                         | Telefilme                                                                          |
| 1973 | The Dean Martin Celebrity Roast                                                   | Ela mesma                            | - Episódio: "Johnny Carson" - Episódio: "Bette Davis"                              |
| 1973 | ABC's Wide World of Entertainment                                                 | Ela mesma                            | Apresentadora: "Warner Bros. Movies: A 50 Year Salute"                             |
| 1974 | Hello Mother, Goodbye!                                                            | Teresa Mullen                        | Piloto não-televisionado                                                           |
| 1974 | 28ª Edição do Tony Awards                                                         | Ela mesma                            | Apresentadora: "Melhor Ator em uma Peça"                                           |
| 1975 | Parkinson                                                                         | Ela mesma                            | Episódio: "5.8"                                                                    |
| 1976 | The Mike Douglas Show                                                             | Ela mesma                            | Episódio de 19/03                                                                  |
| 1976 | V.I.P.-Schaukel                                                                   | Ela mesma                            | Episódio: "6.1"                                                                    |
| 1976 | The Disappearance of Aimee                                                        | Minnie Kennedy                       | Telefilme                                                                          |
| 1977 | Dinah!                                                                            | Ela mesma                            | Episódio de 20/07                                                                  |
| 1977 | The American Film Institute Salute to Bette Davis                                 | Ela mesma                            | Homenageada                                                                        |
| 1977 | Jimmy Carter's Inaugural Gala                                                     | Ela mesma                            |                                                                                    |
| 1978 | 50ª Edição do Oscar                                                               | Ela mesma                            | Apresentadora: "Prêmio Humanitário Jean Hersholt"                                  |
| 1978 | The American Film Institute Salute to Henry Fonda                                 | Ela mesma                            |                                                                                    |
| 1978 | The Dark Secret of Harvest Home                                                   | Widow Fortune                        | Minissérie                                                                         |
| 1979 | Strangers: The Story of a Mother and Daughter                                     | Lucy Mason                           | Telefilme                                                                          |
| 1980 | 60 Minutes                                                                        | Ela mesma                            | Episódio de 20/01; entrevistada por Mike Wallace                                   |
| 1980 | White Mama                                                                        | Adele Malone                         | Telefilme                                                                          |
| 1980 | Skyward                                                                           | Billie Dupree                        | Telefilme                                                                          |
| 1980 | Bob Hope's Overseas Christmas Tours: Around the World with the Troops - 1941-1972 | Ela mesma                            |                                                                                    |
| 1981 | Good Morning America                                                              | Ela mesma                            | Episódio de 07/04; entrevistada por David Hartman                                  |
| 1981 | Family Reunion                                                                    | Elizabeth Winfield                   | Telefilme                                                                          |
| 1982 | A Piano for Mrs. Cimino                                                           | Esther MacDonald Cimino              | Telefilme                                                                          |
| 1982 | Little Gloria... Happy at Last                                                    | Alice Gwynne Vanderbilt              | Minissérie                                                                         |
| 1982 | All-Star Party for Carol Burnett                                                  | Ela mesma                            |                                                                                    |
| 1982 | The American Film Institute Salute to Frank Capra                                 | Ela mesma                            |                                                                                    |
| 1982 | Night of 100 Stars                                                                | Ela mesma                            |                                                                                    |
| 1983 | The Tonight Show Starring Johnny Carson                                           | Ela mesma                            | Episódio de 09/02                                                                  |
| 1983 | Bette Davis: A Basically Benevolent Volcano                                       | Ela mesma                            |                                                                                    |
| 1983 | People Now                                                                        | Ela mesma                            | Entrevistada por Bill Tush                                                         |
| 1983 | Hotel                                                                             | Laura Trent                          | Episódio: "Hotel"                                                                  |
| 1983 | Right of Way                                                                      | Minnie Dwyer                         | Telefilme                                                                          |
| 1985 | Good Morning America                                                              | Ela mesma                            | Episódio de 19/02; entrevistada por David Hartman                                  |
| 1985 | Murder with Mirrors                                                               | Carrie Louise Serracold              | Telefilme                                                                          |
| 1985 | Étoiles et toiles                                                                 | Ela mesma                            | Episódio de 25/03                                                                  |
| 1986 | As Summers Die                                                                    | Hannah Loftin                        | Telefilme                                                                          |
| 1986 | The Tonight Show Starring Johnny Carson                                           | Ela mesma                            | Episódio de 22/05                                                                  |
| 1986 | Directed by William Wyler                                                         | Ela mesma                            |                                                                                    |
| 1986 | 43ª Edição do Globo de Ouro                                                       | Ela mesma                            | Apresentadora: "Melhor Filme"                                                      |
| 1986 | La Nuit des Césars                                                                | Ela mesma                            | Homenageada                                                                        |
| 1987 | Kennedy Center Honors: A Celebration of the Performing Arts                       | Ela mesma                            | Homenageada                                                                        |
| 1987 | Today                                                                             | Ela mesma                            | Episódio de 19/03; entrevistada por Bryant Gumbel                                  |
| 1987 | 59ª Edição do Oscar                                                               | Ela mesma                            | Apresentadora: "Melhor Ator"                                                       |
| 1987 | The Late Show Starring Joan Rivers                                                | Ela mesma                            | Episódio de 07/04                                                                  |
| 1987 | Late Night with David Letterman                                                   | Ela mesma                            | Episódio de 26/05                                                                  |
| 1987 | The Phil Donahue Show                                                             | Ela mesma                            | Episódio de 16/06                                                                  |
| 1987 | Wogan                                                                             | Ela mesma                            | Episódio de 14/09                                                                  |
| 1987 | Good Day!                                                                         | Ela mesma                            | Entrevistada por Eileen Prose                                                      |
| 1988 | The Tonight Show Starring Johnny Carson                                           | Ela mesma                            | Episódio de 07/01                                                                  |
| 1988 | De Película                                                                       | Ela mesma                            | Episódio de 22/02                                                                  |
| 1988 | Larry King Live                                                                   | Ela mesma                            | Episódio de 24/02                                                                  |
| 1988 | The 50th Barbara Walters Special                                                  | Ela mesma                            | Episódio de 29/11                                                                  |
| 1989 | Late Night with David Letterman                                                   | Ela mesma                            | Episódio de 20/04                                                                  |

## Aparições na rádio

### Lux Radio Theatre
| Data       | Título                   |
| ---------- | ------------------------ |
| 30/03/1936 | Bought and Paid For      |
| 17/05/1937 | Another Language         |
| 28/02/1938 | Forsaking All Others     |
| 08/01/1940 | Dark Victory             |
| 21/04/1941 | A Carta                  |
| 15/12/1941 | All This, and Heaven Too |
| 06/03/1944 | The Letter               |
| 01/10/1945 | Mr. Skeffington          |
| 11/02/1946 | A Estranha Passageira    |
| 25/08/1947 | Uma Vida Roubada         |
| 29/08/1949 | June Bride               |
| 03/09/1951 | Payment on Demand        |
| 01/10/1951 | All About Eve            |